# Бьюкен

Примерные границы исторической области Бьюкен

Бью́кен (или Бу́хан, Ба́хан; гэльск. Buchan; англ. Buchan /ˈbʌxən/) — историческая область на северо-востоке Шотландии, на побережье Северного моря. В настоящее время территория Бьюкена входит в состав области Абердиншир.
Крупнейшие города Бьюкена — Фрейзерборо и Питерхед на побережье Северного моря. Территория области представляет собой плодородную прибрежную равнину, переходящую на юго-западе в холмистую возвышенность.
Первоначально на территории Бьюкена проживали северо-пиктские племена. После образования королевства Шотландия в IX веке область вошла в состав одного из семи первых шотландских графств Мара и Бухана. Позднее Бьюкен был отделен от Мара и образовал самостоятельную административную единицу. В XIII веке графами Бухана стали представители семьи Коминов, одного из наиболее влиятельных домов Шотландии. Изабелла, графиня Бухана, в 1306 году короновала Роберта Брюса шотландским королём, что послужило началом войны за независимость Шотландии. В 1382 году графство перешло к Александру Стюарту, «Баденохскому волку», и было закреплено за младшими ветвями королевской династии Стюартов. Одним из выдающихся представителей линии графов Бухана стал Джон Стюарт, полководец эпохи Столетней войны и коннетабль Франции. В 1617 году титул графов Бьюкен перешел клану Эрскинов, которые и продолжают его носить до настоящего времени.